# A testrablók támadása (film, 1956)
A testrablók támadása (eredeti címe Invasion of the Body Snatchers) 1956-ban bemutatott amerikai fekete-fehér horrorfilm, amelyet Don Siegel rendezett. A forgatókönyvet Daniel Mainwaring írta, Jack Finney 1954-es The Body Snatchers című regénye alapján. A főbb szerepekben Kevin McCarthy és Dana Wynter látható. 
Kultuszfilmnek és a horrorfilmes műfaj egyik klasszikusának számít, hiszen ez volt az első, földönkívüliek támadását bemutató film.[forrás?]
A filmet további feldolgozások követték, melyek nem kapcsolódnak az eredeti mű cselekményéhez: A testrablók támadása (1978), Testrablók (1993) és Invázió (2007).

## Cselekmény
Egy idegen eredetű növény spórái képesek klónozni az embereket, a másolatok viszont érzelemmentesek lesznek. Egy helyi orvos felfedezi, hogy ez egy földönkívüli támadás, és megpróbálja megakadályozni az inváziót.

## Szereplők
- Kevin McCarthy – Dr. Miles Bennell
- Dana Wynter – Becky Driscoll
- King Donovan – Jack Belicec
- Carolyn Jones – Theodora "Teddy" Belicec
- Larry Gates – Dr. Dan Kauffman
- Virginia Christine – Wilma Lentz
- Ralph Dumke – Nick Grivett rendőrfőnök
- Kenneth Patterson – Stanley Driscoll
- Guy Way –  Sam Janzek rendőr
- Jean Willes – Sally Withers nővér
- Eileen Stevens – Anne Grimaldi
- Beatrice Maude – Grimaldi nagyi
- Whit Bissell – Dr. Hill (stáblistán nem szerepel)
- Richard Deacon – Dr. Bassett (stáblistán nem szerepel)